# Rådet för utbildning, ungdom, kultur och idrott
Rådet för utbildning, ungdom, kultur och idrott (engelska: Education, Youth, Culture and Sport Council, EYCS), även känt som utbildningsrådet, ungdomsrådet, kulturrådet eller idrottsrådet och formellt rådet (utbildning, ungdom, kultur och idrott), är en av konstellationerna inom Europeiska unionens råd med ansvar för att lagstifta och fatta andra beslut som rör unionens utbildnings-, ungdoms-, kultur- och idrottspolitik. Det sammanträder ungefär tre till fyra gånger om året och består vanligtvis av medlemsstaternas utbildnings-, ungdoms-, kultur- eller idrottsministrar. Europeiska kommissionen företräds av olika kommissionsledamöter beroende på vilken sakfråga som diskuteras.
Ordförande är den rådsmedlem som företräder ordförandelandet. Konstellationen lagstiftar normalt i enlighet med det ordinarie lagstiftningsförfarandet. Arbetet inom rådet för utbildning, ungdom, kultur och idrott bereds av Ständiga representanternas kommitté (Coreper).
Konstellationen ansvarar utöver utbildnings-, ungdoms-, kultur- och idrottspolitik även för audiovisuella frågor. I de flesta av dessa frågor har unionen stödjande befogenheter. Idrottspolitiken tillkom som en konsekvens av Lissabonfördraget. I praktiken sammanträder konstellationen i flera olika varianter, beroende på om utbildnings-, ungdoms-, kultur- eller idrottspolitik ska diskuteras.